# Топалов, Веселин
Весели́н Александров Топа́лов (болг. Веселин Александров Топалов; род. 15 марта 1975, Русе) — болгарский шахматист, гроссмейстер (1992), чемпион мира по шахматам по версии ФИДЕ (2005).

## Биография
Веселин Топалов научился играть в шахматы в 8-летнем возрасте и быстро добился прогресса в игре. В 1989 году в Пуэрто-Рико он выиграл звание чемпиона мира среди юношей до 14 лет. В 1990 году в Сингапуре Топалов завоевал второе место на чемпионате мира среди юношей до 16 лет. В 1992 году Топалов стал гроссмейстером.
6 декабря 1994 года на 31-й шахматной Олимпиаде в Москве побеждает чемпиона мира Гарри Каспарова и становится членом символического клуба Михаила Чигорина. С 16 июня 2015 года, после победы над чемпионом мира Магнусом Карлсеном, является единственным в мире шахматистом, побеждавшим четырёх действующих чемпионов мира.
С середины 1990-х годов Топалов входит в группу сильнейших гроссмейстеров мира. Во время партии Топалов всегда заряжен на борьбу, его игра всегда бескомпромиссна, он не делает коротких ничьих, он всегда играет на победу, даже чёрными.
Веселин Топалов успешно играл на турнирах: Мадрид (1996) — 1—2 место, в Амстердам — 1—2 место, Лион — 1—2 место, Новгород — 1 место, Вена — 1—3 место, Дос-Эрманас — 1—3 место.
В 1999 году в Вейк-ан-Зее проиграл Гарри Каспарову. Эта партия считается одной из самых красивых в истории шахмат.
В 2002 году в Дортмунде болгарский гроссмейстер добился права играть в финальном матче претендентов. Победитель этого матча должен был играть с Владимиром Крамником за звание чемпиона мира по версии Профессиональной шахматной ассоциации). В финале Веселин Топалов проиграл Петеру Леко со счётом 1,5:2,5 (+1-2=1).
В 2005 году в Вейк-ан-Зее Топалов занял третье место, за Петером Леко и Вишванатаном Анандом, победив в турнире чёрными за 20 ходов Владимира Крамника.
В 2005 году в Линаресе, выиграв в последнем туре у Каспарова, занял второе место, набрав равное количество очков (8 из 12) с победителем турнира Гарри Каспаровым, уступив ему только по дополнительным показателям.
В мае 2005 года Топалов выиграл очень сильный турнир (XX категории) в Софии, с преимуществом в одно очко перед Анандом.
На 1 июля 2005 года Веселин Топалов имел второй, равный с Анандом, рейтинг ФИДЕ — 2788. Это высший рейтинг среди шахматистов Болгарии.
С 28 сентября по 16 октября 2005 года в аргентинском городе Сан-Луис проходил матч-турнир на звание чемпиона мира по шахматам ФИДЕ. Топалов набрал 10 очков из 14, занял первое место и стал чемпионом мира по шахматам ФИДЕ. Однако появились предположения о том, что Топалов во время игры якобы пользовался подсказками сильнейшей компьютерной программы Rybka. Позднее этот скандал угас.
В сентябре-октябре 2006 был проведён матч между чемпионом мира по версии ФИДЕ Веселином Топаловым и чемпионом мира по версии ПША Владимиром Крамником. Счет после 12 партий был равным, 6:6. В дополнительных, быстрых партиях победу со счётом 2½:1½ одержал Крамник. После данного поражения наступил небольшой спад, но к концу 2008 года Веселин снова возглавил рейтинг ФИДЕ.
В феврале 2009 года он выиграл Претендентский матч по шахматам чемпионата мира 2009 у Гаты Камского и вновь получил право побороться за шахматную корону. Его матч с Анандом, состоявшийся с 21 апреля по 11 мая 2010 года на родине Топалова в Болгарии (г. София), закончился поражением Топалова - 5.5 на 6.5. Решающей стала последняя 12-я партия матча, в которой Топалов, играя белыми, проиграл Ананду.
Веселин Топалов является членом символических клубов победителей чемпионов мира Эугенио Торре (2005) и Ефима Боголюбова (2015).

## Достижения
- 1-е место (разделил) в Мадриде, 1993 год
- победа в матче против Ильескаса, 1994 год
- 1-е место в Поляница-Здруй, 1995 год
- ничья в матче против Карпова (быстрые шахматы), 1995 год
- 1-е место в Элените, 1995 год
- 1-е место (разделил с Гарри Каспаровым) в Амстердаме, 1996 год
- 1-е место в Новгороде, 1996 год
- 1-е место в Вене, 1996 год
- 1-е место (разделил) в Дос-Эрманасе (Dos Hermanas), 1996 год
- 1-е место в Амстердаме, 1997 год
- четверть-финалист Чемпионата мира ФИДЕ 2000 года, в Дели
- 1-е место в Монако, 2001 год
- 1-е место в Дортмунде, 2001 год
- матч с Петером Леко в Дортмунде 1½:2½, 2002 год
- полуфиналист Чемпионата мира ФИДЕ 2004 года, в Триполи
- 2-е место (Гарри Каспаров выиграл по дополнительным показателям) в Линаресе, 2005 год
- 1-е место в Софии (M-Tel Masters), 2005 год — 6½ очков (+4-1=5)
- Чемпионат мира в Сан-Луисе (Аргентина), октябрь 2005 года — 10 очков (+6-0=8), 1-е место. Топалов становится Чемпионом мира ФИДЕ.
- 1-е место в Софии (M-Tel Masters), 2006 год — 6½ очков
- 1-е место в Софии (M-Tel Masters), 2007 год — 5½ очков (+3-2=5)
- 1-е место в Бильбао, 2008 год
- 1-е место в Нанкине, 2008 год
- претендентский матч с Гатой Камским в Софии 4½:2½, 2009 год
- 1-е место Гран При ФИДЕ в Лондоне, 2012 год
- 1-е место Гран При ФИДЕ в Цуге, 2013 год

## Заявление о прекращении игры
В начале января 2017 года объявил о прекращении игры в официальных соревнованиях под эгидой ФИДЕ.
Российский сайт chess-news.ru разместил перевод этого заявления:
«Начиная с 2014 года преступная группировка „Макро и друзья“, руководящая ФИДЕ с 1995-го по сей день, ведёт безобразную и позорную войну с Болгарской шахматной федерацией. А ведь Болгарская федерация считается одной из самых активных и успешных; за последние два десятилетия её вклад в шахматы трудно переоценить. Официально ФИДЕ и ЕШС потратили 200 тысяч евро на судебные разбирательства, борясь с нашей федерацией. И те же самые бесполезные и некомпетентные люди довели ФИДЕ до того, что она близка к банкротству.
Хватит. Так дальше нельзя, всему этому нужно положить конец.
Поэтому мы официально заявляем, что экс-чемпион мира ФИДЕ Веселин Топалов впредь не сыграет ни в каком турнире под эгидой ФИДЕ и ЕШС до тех пор, пока банда преступников „Макро и друзья“ не оставят свои посты раз и навсегда». (http://www.chess-news.ru/node/22576)

## Изменения рейтинга
| Графики недоступны из-за технических проблем. См. информацию на Фабрикаторе и на mediawiki.org. |